# Anja Lukaseder
 (juin 2018).
 Anja Lukaseder (anciennement Nikita Warren) née le 3 mai 1967 à Wurtzbourg, est une chanteuse, directrice musical et femme d'affaires allemande.

## Carrière professionnelle
Anja Lukaseder a grandi à Erlangen. Elle est correspondante qualifiée en langues étrangères pour l'anglais et le français. Pendant sa formation, elle a été mannequin, a eu sa propre agence de défilés de mode et a organisé des défilés de mode pour Adidas et Puma. De 1996 à 2001, elle a soutenu des artistes tels que Joe Cocker, Lionel Richie, Backstreet Boys, Sasha et Peter Maffay lors de divers concerts et festivals.
Lukaseder était le visage du projet de danse Jam Tronik sur sa reprise en 1989 du hit Another Day in Paradise de Phil Collins. Mais la voix venait d'un chanteur de studio inconnu. Plus tard, elle a chanté sous le nom de scène Nikita Warren et a également eu du succès en tant qu'artiste solo avec I Need You, qui est devenu le single britannique.
Chez Cheyenne Records, Lukaseder a repris la direction du groupe de distribution Bro'Sisis en 2001. Elle s'est occupée d'eux pendant quatre ans. En 2005, elle a repris la gestion des tournées pour Jimmy Somerville, Londonbeat et les Weather Girls avec sa propre agence Artists Only à Munich.
En 2007, Lukaseder a participé au jury pour la quatrième saison de Deutschland sucht den Superstar et a également fait partie de la 5ème saison en 2008. En septembre 2008, RTL s'est séparée d'Anja Lukaseder. En 2010, elle était aux côtés d'Oliver Petszokat et Steve Blame, membre du jury du meilleur groupe de parti d'Allemagne.

## Discographie

### Singles
- 1991 : I Need You (Italien, UK, USA)
- 1992 : Touch Me (Italien, USA)
- 1993 : We Can Make It (nur Italien)
- 1996 : I Need You (nur UK)
- 2006 : I Need You / Echoes in My Mind (Nikita Warren / Riviera House Traxx) (nur Italien)

## Animation
- 2007-2008 : Deutschland sucht den SuperStar (4e et 5e saison) : Juge